# Česlovas Daugėla
Česlovas Daugėla (*  3. Januar 1961 in Alytus) ist ein litauischer Politiker,  Bürgermeister.

## Leben
Nach dem Abitur 1978 absolvierte er 1983 das Diplomstudium  am Vilniaus inžinerinis statybos institutas und 2003 das Masterstudium des Bauingenieurwesens an der VGTU.
Von 1983 bis 1986 arbeitete er als Arbeitenleiter in Alytus, von 1986 bis 1991 als Oberingenieur, von 1991 bis 1993  Direktor bei UAB Oremus  und von 1993 bis 2007 bei UAB Kortas.
Von 2007 bis 2010 war er Bürgermeister von Alytus.
Er ist Mitglied von LSDP.